# Química dels materials
La química dels materials és la part de la química que cerca entendre les relacions entre la disposició dels àtoms, ions, o molècules dels materials i les seves propietats generals estructurals i físiques. Entren en camp de la química dels materials l'estudi de conceptes com polímer, estat sòlid i química de la superfície. Estudia les estructures i propietats dels materials existents, sintetitzant i caracteritzant nous materials i usant tècniques d'ordinador per a predir estructures i propietats de materials que encara no s'han realitzat.

## Història
Encara que la química de materials és relativament nova en els currículums universitaris, sempre ha estat una part important en la química. La utilització de materials de pedra data del Paleolític i després del Neolític. En el Calcolític s'utilitzaren per primera vegada els metalls (primer el coure). A l'edat de ferro (1000 a 1950 aC) el ferro, que és més abundant, va substituir el coure i l'acer va ser descobert pels Hitites cap a 1400 aC La metal·lúrgia i els aliatges eren pràctiques empíriques i no va ser fins als segles xviii i xix de la nostra era quan els científics van començar a comprendre perquè els diversos procediments eren efectius.